# Chandales
Els chandales (singular Chandala) foren els membres d'una antiga casta de Sri Lanka situada al la part inferior de les castes del país, similars a la casta dels intocables de l'Índia.
Al segle v aC uns centenars de membres de la casta foren dedicats de manera permanent a la construcció de la ciutat d'Anuradhapura.